# FARC
FARC eller FARC-EP er en forkortelse af det spanske Fuerzas Armadas Revolucionarias de Colombia – Ejército del Pueblo (Colombias revolutionære væbnede styrker – Folkets hær). FARC er en revolutionær, kommunistisk, væbnet oprørsgruppe i Colombia og ulovlig ifølge colombiansk lov. Gruppen blev grundlagt i årene 1964-1966 som en militaristisk fraktion af PCC – Partido Comunista Colombiano, det Colombianske Kommunistparti. FARC har siden midten af 1960'erne været i væbnet konflikt med andre paramilitære grupper og Colombias regering, hvilket har kostet i hundredtusindvis af ofre. I 2016 nærmede FARC og regeringen sig så meget, at der blev indgået en våbenstilstand, der trådte i kraft 29. august, hvor FARC's ledelse bad samtlige medlemmer om at nedlægge våbnene og indstille kamphandlinger, mens regeringen underskrev et dekret om, at militæret skulle indstille alle kamphandlinger rettet mod FARC.
Fra 2012-2016 forhandlede repræsentanter fra den colombianske regering og repræsentanter fra FARC en fredsaftale i Havana i Cuba. Norge og Venezuela var særlige garanter og facilitatorer under fredsforhandlingerne. Forhandlingerne mundede ud i en fredsaftale, som colombianerne stemte om ved en folkeafstemning 3. oktober 2016, og her stemte et marginalt flertal Nej til aftalen. Det skyldtes blandt andet en omfattende propaganda fra den colombianske højrefløj og den katolske kirke som hævdede at aftalen gav ubetinget amnesti til FARC og at fredsaftalen ville fremme homoseksualitet og gøre Colombia til et 'Castro-chavistisk' diktatur. Efter Nej'et til folkeafstemningen gik mange colombianere på gaden i spontane demonstrationer til støtte for fred. Fredsforhandlingerne fortsatte, og i November 2016 blev en endelig fredsaftale mellem regeringen og FARC underskrevet.
FARC har været inkluderet på både USA's og EU's lister over narkotikarelaterede terroristorganisationer, men EU fjernede FARC fra sin terrorliste i 2016 da fredsforhandlingerne mundede ud i en fredsaftale.
FARC anslås at have mellem 12.000 og 18.000 medlemmer, der er repræsenteret i 35-40 % af landet. Deres aktiviteter finansieres af lokale skatter og beskyttelsesafgifter, kvægtyverier samt kidnapning og afpresning. FARC er en af verdens rigeste guerillabevægelser. De har udfoldet store bestræbelser på at retfærdiggøre deres kamp. I Danmark støtter blandt andet en gruppe aktivister kaldet Fighters+Lovers FARC.
En colombiansk aktion mod FARC i 2007 resulterede i fundet af en hollandsk FARC-frivilligs dagbog, der afslørede en række dybt kritisable forhold inden for FARC
Den 2. juli 2008 fik colombianske sikkerhedsstyrker frigivet 14 gidsler (11 colombianere og 3 amerikanere), deriblandt den tidligere colombianske præsidentkandidat Íngrid Betancourt efter at sikkerhedsstyrkerne havde infiltreret FARC og angiveligt havde fået FARC til at tro de var en venstreorienteret organisation. Aktionen lykkedes uden skudveksling. Aktionen har med et slag frataget FARC deres mest betydningsfulde gidsler, men efter aktionen har fortsat omkring 700 gidsler, som har været i FARC hænder i op til 12 år.
Den 4. februar 2008 samlede en Facebook bevægelse for fred i Colombia, kaldet "En million stemmer imod FARC", 12 millioner demonstranter[kilde mangler] i 160 byer i Colombia og udlandet, under slogans som "No más FARC" (ikke mere FARC).
FN, Amnesty International, Human Rights Watch m.fl. har anklaget FARC-EP for brud på internationale menneskerettigheder og Genevekonventionen. Krænkelserne af menneskerettighederne omfatter blandt andet rekruttering af mindreårige til militærtjeneste/oprørsaktivitet, vold og seksuelle overgreb imod kvinder, bortførelser og drab på civile, herunder overlagte drab på børn og mindreårige, inhuman behandling af gidsler og forfølgelse af den oprindelige Colombianske befolkning.

## Historisk baggrund
Colombia var under et strengt politisk og socialt konservativt styre i overgangen til det 20. århundrede, efter en voldsom borgerkrig kendt som Tusindedageskrigen La Guerra de los Mil Días, en krig mellem de to traditionelle politiske partier: de konservative og de liberale Partido Conservador og Partido Liberal. I denne tidsperiode var Colombia et ruralt land, som tog sine første skridt mod et mere industrialiseret og urbant land, under store sociale spændinger, en proces, som blev ledsaget af fremvæksten af fagforeninger og radikalisering af det politiske spekter, med jordreform som folkets største krav.
Det var først i 1930 og i denne polariserede kontekst, at det liberale parti tog magten i en række præsidentperioder som strakte sig frem til 1946. Forsøg på ændringer i den konservative sociale og politiske struktur førte til stadig mere spænding og øgende niveauer af vold i konfrontationen mellem de to partier. Disse udtryk for vold nåede sit højeste punkt, da drabet på den liberale og folkelige leder Jorge Eliecer Gaitán fandt sted den 9. april 1948. Han repræsenterede den mest radikale del af det liberale parti og havde en betydelig støtte i fattige urbane egne og rurale områder rundt om i hele landet; han var udpeget til at blive valgt ind som Colombias næste præsident ved valget i 1950.
Drabet på Gaitan, kendt som «El Bogotazo», repræsenterer den definitive udvidelse af den voldelige politiske konfrontation i hele landet, da de officielle væbnede styrker, med støtte fra de første paramilitære grupper («pájaros»), startede en åbenbar udryddelseskampagne mod de liberale, som på sin side forsvarede sine liv og ejendomme ved stiftelsen af de første guerillagrupper, kendt som «las guerrillas liberales». Denne tidsperiode er kendt som «La Violencia».
Disse første guerillagrupper havde direkte og offentlig støtte fra det liberale parti og havde to hovedcentre. Det første center var fuldstændig liberalt og befandt sig i de østlige sletter, ledet af Guadalupe Salcedo, general og leder af «Las guerrillas del Llano». Det andet hovedcenter for disse guerillagrupper var bjergområderne midt i landet, på «la cordillera central» i delstaterne Huila, Tolima og Quindío, og på «la coordillera oriental» i den nordvestlige del af delstaten Meta og ved grænsen mellem Meta og Cundinamarca i et område kaldet «páramo del Sumapaz», som ligger nær Colombias hovedstad Bogotá. I delstaten Tolima og i «páramo del Sumapaz» var den politiske indflydelse delt mellem det kommunistiske parti og det liberale parti. Begge parter opererede i samarbejde.

## Folkeligt selvforsvar
I 1953, med støtte fra både det konservative og det liberale parti, tog General Gustavo Rojas Pinilla magten ved et statskup. Ideen bag kuppet var at genoprette fred mellem de to traditionelle partier, hvilket førte til, at den officielle ledelse af det liberale parti stoppede støtten til partiets guerillagrupper og at en vigtig del af disse grupper blev brugt i koordination med officielle væbnede styrker til at udrydde de kommunistiske guerillastyrker. Efter fem år med åben borgerkrig og med aftalen det liberale parti nylig havde gået med på, var det kun de kommunistiske guerillaer som repræsenterede de mest radikale krav stillet fra oprørske bondesamfund. Hovedspørgsmålet lå fortsat i behovet for en jordreform.
I årene, som gik under Rojas´ diktatur og etableringen af «El Frente Nacional», stoppede guerillagrupperne deres offensive tilstand og indførte en strategi, som blev kaldt folkelig selvforsvar (autodefensas de masas). De bosatte sig i de områder, som de havde under kontrol, og sammen med deres familier startede og drev småbrugssamfund som var i stand til at forsvare sig mod et eventuelt angreb fra staten eller paramilitære grupper. Siden alle de liberale guerillagrupper demobiliserede sig, var det kun grupperne som befandt sig på «la coordillera central», ledet af det kommunistiske parti, som startede disse småbrugssamfund. Nogen af de mest kendte var «Marquetalia» og «Villarica» i Tolima, «Guayabero» og «El Pato» i Caqueta, «El Sumapaz» i Cundinamarca og «Riochiquito» i Cauca. Disse små landsbygder repræsenterede derfor den akkumulerede rurale folkelige modstand, de mest politiske og engagerede befolkningsgrupper fra rurale områder, som i løbet af et tiår overlevede gennem et væbnet selvforsvar og hvis politiske ideer blev radikaliserede på grund af statens konstante undertrykkelse.

## Angreb mod Marquetalia, grundlæggelse af FARC-EP
I 1962 startede en ny regering med det konservative parti, hvor Guillermo León Valencia sad som præsident. Sammen med den nye regering startede også en stor politisk kampagne mod de småbrugssamfund, som eksisterede under indflydelse af det kommunistiske parti, kaldt «selvstændige republikker» (Repúblicas Independientes). I følge Álvaro Gómez Hurtado, talsmand for det konservative parti i Colombias parlament, var disse områder udenfor statslig suverænitet og en del af en større kommunistisk konspiration ledet direkte fra Moskva.
Den kolde krig var i gang, den cubanske revolution satte stort pres på USA og dets kontrol over Latinamerika og the National Security Doctrine blev indført af USA for at stoppe: "the internal enemy. Developed primarily by the United States, this policy widened the sphere of international conflict to Latin america in the belief that the region could play a strategic role in the fight against communism, an ideological struggle that had no territorial boundaries". Den militære operation «Soberanía» startede den 18. maj 1964 mod «Marquetalia», hvor målet var at udrydde småbrugssamfundene og at tage kontrol over disse geografiske områder.
Efter nogen uger måtte bønderne, som igen blev til guerillasoldater, forlade «Marquetalia» og flygte til «Riochiquito» i delstaten Cauca. Den 20. juli 1964 blev Guerillaens Landsbrugsprogram  læst op og offentliggjort, og blev efterhånden FARCs politiske program. Efter angrebet mod «Marquelia» startede en proces med samordning og samling af alle guerillagrupper under en kommando. De tidligere småbrugssamfund blev kaldt comandos guerrilleros (guerillaafdelinger) og de samlede sig først i 1965 i «Riochiquito» i den første konference af Bloque Sur, navnet som blev givet til hele strukturen. I 1966 i «El Duda» fandt den anden konference af Bloque Sur sted, og det var ved denne konference, at alle guerilla afdelingerne blev til en eneste struktur og kommando. Navnet som blev givet til den nye fælles guerillagruppe, var FARC - Colombias revolutionære væbnede styrker (Fuerzas Armadas Revolucionarias de Colombia), og som øverstkommanderende blev Pedro Antonio Marín valgt ind, bedre kendt under sit nom de guerre: Manuel Marulanda Velez.

## Terrorgruppe
Før fredsaftalen i 2016 blev FARC-EP af regeringerne i Colombia, USA, Canada og EU anset som en terrororganisation. Andre lande, som Ecuador, Brasilien, Argentina, Chile, Cuba og Venezuela anså ikke FARC-EP som terrorister, men som oprørere. Venezuelas præsident Hugo Chávez kæmpede offentligt mod klassificeringen af FARC-EP som terrorister i januar 2008, da han bad den colombianske regering og andre nationer om at anse FARC-EP som en kæmpende hær. Chávez mente, at hvis de gjorde dette, så måtte FARC-EP ophøre med kidnapning og terrorhandlinger, fordi de da ville være forpligtet til at følge Genèvekonventionen.

## Forholdet til kommunistpartiet
FARC-EP blev oprettet i 1964 som den militære fløj af det colombianske kommunistparti efter en længere militær kampagne fra den colombianske regerings side, støttet af USA (Plan Lazo). FARC-EP har senere officielt brudt med partiet og oprettet en politisk struktur, man kalder det hemmelige colombianske kommunistparti.

## Størrelse og virkefelt
Guerillaen har mellem 12.000-18.000 medlemmer, som opererer i 35-40 % af Colombias territorium, mest i junglen i landets sydøstlige del og på sletterne ved foden af Andesbjergene.
FARC-EP begyndte i 1980-erne at tage skat af kokainhandelen i området, man kontrollerer for at finansiere sin virksomhed. Organisationen finansierer sin virksomhed hovedsagelig gennem afpresning, kidnapning og deltagelse i ulovlig narkohandel. Desuden deltager den i kvægtyverier.
FARC har fået stor opmærksomhed for sine systematiske kidnapninger i Colombia. I 2008 blev et af de mest kendte gidsler, Íngrid Betancourt, befriet af colombianske sikkerhedsstyrker. Betancourt bekræftede, før hun rejste tilbage til Frankrig, at hun var blevet tortureret af den marxistiske terrororganisation.
Én af grundlæggerne, Pedro Antonio Marin, alias Manuel Marulanda Velez, også kaldet «skarpskytten», døde den 26. marts 2008. Guillermo León Sáenz, alias Alfonso Cano, overtog som leder af FARC-EP men blev selv dræbt den 4. november 2011.

## Fredsforhandlinger
Den 7. august 2012 indledte den colombianske regering fredsforhandlinger med FARC. I 2016 nærmede FARC og regeringen sig så meget, at der blev indgået en våbenstilstand, der trådte i kraft 29. august, hvor FARCs ledeles bad samtlige medlemmer om at nedlægge våbnene og indstille kamphandlinger, mens regeringen underskrev et dekret om, at militæret skulle indstille alle kamphandlinger rettet mod FARC.

## Ledere
FARC er ledet af et sekretariat med 7 medlemmer, hvoraf Timoleón Jiménez anses som det ledende medlem. Han afløste Guillermo León Sáenz, kaldet Alfonso Cano, der blev dræbt i ildkamp mod colombianske regeringsstyrker i november 2011 efter en længere eftersøgning.
Grundlæggeren og lederen Manuel Marulanda Véles kendt som Tirofijo (colombiansk spansk: Kuglen som aldrig misser), født 1930, døde af et hjerteslag 26. marts 2008, hvorefter Alfonso Cano tog over som leder. Den daværende andenmand Raúl Reyes likvideredes 1. marts 2008.[kilde mangler]
Colombias armé meddelte 23. september 2010, at FARC's næsthøjeste leder Jorge Briceno døde i en politirazzia. USA anså ham for at være en nøglefigur i guerillaens narkotikasmugling.

## Eksterne links
- Wikimedia Commons har flere filer relateret til FARC
- FARC-EP – officiel hjemmeside Arkiveret 5. juli 2008 hos  Wayback Machine

### Video
- "50 years of Guerrilla" Arkiveret 6. november 2006 hos  Wayback Machine Documentary 52'